# Lac Crescent (Oregon)
Pour les articles homonymes, voir Lac Crescent.
Le lac Crescent est un lac situé sur le côté oriental de la chaîne des Cascades, dans le comté de Klamath dans l'État de l'Oregon, dans le Nord-Ouest des États-Unis. La zone non incorporée de Crescent Lake Junction (en) située sur la Oregon Route 58 (en) ainsi que le Crescent Lake State Airport (en) se situent à 4 km au nord-est du lac.
Le lac tient son nom de sa forme, il lui a été donné par Byron J. Pengra et W.H. Odell en juillet 1865.

Carte topographique de la région du pic Diamond (coin inférieur gauche) avec le lac Crescent (coin inférieur droit).

## Activités
Le lac se situe dans la forêt nationale de Deschutes. Dans son environnement immédiat se pratiquent la randonnée à pied ou à cheval, le vélo tout terrain. On peut également pêcher, skier, faire de la voile.
Les espèces piscicoles présentes sont le saumon rouge, la truite grise, la truite arc-en-ciel, la truite de lac et le Ménomini des montagnes.

## Source
- (en) Cet article est partiellement ou en totalité issu de l’article de Wikipédia en anglais intitulé « Crescent Lake (Oregon) » (voir la liste des auteurs).